# بلده اعمر
بلده اعمر (به عربی: بلدة أعمر) یک شهرداری در الجزایر است که در دائرة تماسین واقع شده‌است. بلده اعمر ۶٬۵۸۹ کیلومتر مربع مساحت و ۱۴٬۵۴۰ نفر جمعیت دارد و ۹۲ متر بالاتر از سطح دریا واقع شده‌است.